# 多元成家立法草案
多元成家立法草案是指中華民國（臺灣）有關修改民法中涉及婚姻及家庭制度以促進性別平等的法律草案。最早起源於1990年代起臺灣社會對性別平等相關議題的重視，之後在馬英九政府時代起由關注性別平等的社會團體推動修法，是「性別主流化」的一環。隨著部份爭議相對較少的法律與政策施行後，目前經常以「多元成家」概括及通稱相關審議中的議題，內容包含婚姻平權草案、伴侶制度草案、家屬制度草案等三個法案，目前其中又以同性婚姻關係的合法化、領養子女的權利最引起輿論關注與評論。三個草案各自獨立，且同時送入立法院審查，其中婚姻平權（含同性婚姻）草案首先獲得足夠提案立委人數的連署，並在2013年10月25日通過一讀，交付司法及法制委員會審查，伴侶制度草案、家屬制度草案仍處於民間倡議的階段。
2016年10月下旬，立法委員尤美女領銜第二次提出婚姻平權法案，獲得時代力量黨團、以及部分國民黨與民進黨籍立委連署，得以超過15人之提案門檻。各版本法案分別在同年11月8日、11日在立法院院會一讀通過付委。

## 相關概念議題與世界趨勢
- 性別平等和性別主流化
- 同性婚姻合法化
- 發生於2000年的葉永鋕事件，男學生因未及早送醫而死亡，后被認為是該學生不同的性別氣質遭到同學霸凌，不敢在下課時間去上廁所。導致兩性平等教育法施行，後續並進一步更名為性別平等教育法。
- 男女廁比例調整、哺乳室的普及、男性育嬰假的保障、性別友善公廁
- 不同的性取向與基本人權

## 草案的法源依據
- 聯合國國際人權憲章。
  - 其中的《經濟、社會及文化權利國際公約》、《公民權利和政治權利國際公約》，二者皆有法律效力。
- 中華民國憲法第7條（平等權） - 中華民國人民，無分男女、宗教、種族、階級、黨派，在法律上一律平等。
- 現行中華民國民法第972條 - 婚約，應由男女當事人自行訂定。

## 歷史

### 馬英九政府時期
- 2012年8月11日，台灣伴侶權益推動聯盟（簡稱「伴侶盟」）完成民法修正草案。

- 2012年9月8日，伴侶盟發動「多元成家，我支持」連署行動，當時伴侶盟預計於2013年9月以百萬人連署之姿，將台灣第一部由民間自主起草的多元家庭民法修正草案送進立法院[3]。

- 2013年11月11日，台灣露德協會發表聲明稿指出，網路流傳《心碎的媽媽--愛滋家屬分享孩子的真實故事》短片，讓社會大眾對愛滋社群加深汙名與歧視，有必要予以說明澄清[4]。台灣露德協會亦對部分團體組織，因為反對多元成家相關法案，在未釐清多元成家的真實意義與意涵下，汙名、消費愛滋感染者與家屬，且錯誤連結同志與愛滋，深感遺憾。

- 2013年11月19日，立法院舉行「同、跨性婚姻入法」公聽會，會中正反方提出各自論點，其中台灣宗教團體愛護家庭大聯盟（簡稱「護家盟」）代表任秀妍律師表示：「有血緣關係的孩子才有可能愛他，收養的小孩不可能愛他」，引發支持方強烈批評[5][6][7]。

- 2013年11月21日，兒福聯盟社工處處長白麗芳因「同、跨性婚姻入法」公聽會任秀妍律師的言論，代表兒盟聯盟表示遺憾。[8]

- 2013年11月24日，花蓮守護幸福家庭聯盟反對台灣伴侶權益推動聯盟推動的「多元成家」草案，於六期重劃區舉行遊行表達相關立場，認為修改一夫一妻婚姻及家庭收養制度，將衝擊傳統家庭倫理道德，影響下一代的幸福。希望透過行動捍衛傳統家庭倫理，反對修法。[9]

- 2013年11月30日，反多元成家等團體以「下一代幸福聯盟」為首，號召近30萬人在凱達格蘭大道舉辦「為下一代幸福讚出來」活動，以「捍衛婚姻」、「MADE BY Daddy+Mommy」、「反修民法972」等標語，表達反對多元成家。 支持多元成家的「伴侶盟」等團體，則在立法院群賢樓以「婚姻平權」為標語、排字等方式表達支持「自由戀愛、平等成家」的多元家庭、同志婚姻訴求。同時為了表達支持訴求的同光同志長老教會、香港基恩之家等團體，擅闖己由「下一代幸福聯盟」申請的凱達格蘭大道的活動場地，該活動工作人員未依《集會遊行法》進行勸離，以圍圓方式限制表達支持訴求團體之人身自由；媒體及社交網路流出該訊息後反應兩極，反對修法者認為擅闖立場不同之集會場所為不智之舉，而支持者則認為同光同志長老教會已向當地分局申請舉牌，而限制支持者人身自由有執行過當之嫌[10][11]。

- 2013年11月30日，婦女團體在立法院舉行「婦團挺同志、支持同性婚姻合法化」記者會，台北市女性權益促進會理事長劉嘉怡表示，「促進性別平權，消除性別歧視」向來是婦女運動的重要宗旨，台灣女性影像學會執行長羅珮嘉強調，同志絕對是天生的，在多元成家過程上，同志被嚴重汙名化，尤其是有些宗教團體與其他團體用似是而非的言論攻擊同志，已造成非常大的傷害，呼籲尊重最基本的同志人權。台北市社工師公會理事長滕西華表示，愛跟歸屬感是人類的基本需求，一旦被剝奪才是問題來源，國家不能建立制度來迫使人民選擇不是他所愛，公會方面對此次修法表示支持[12][13][14]。

- 2013年12月2日，多所大專校院學生會及學生團體透過組成同學陣（力挺同性婚姻學生聯合陣線）共同發起全國學生聯署支持同性婚姻[15][16] ，表態支持修改民法第972條並發表共同聲明。

- 2013年12月3日，於11月30日在凱達格蘭大道舉辦的反多元成家活動中，一名參與遊行的人士穿著納粹軍服，並表示「我反對同志，而納粹也是反同志的，所以我穿這樣來上街」[17]，引起以色列駐台北經濟文化辦事處關注，並向台灣外交部嚴重關切，同時以色列代表處於臉書發表聲明稿[18]。

- 2013年12月21日，台灣法學會法律專業與倫理委員會舉辦「多元成家法制相關議題座談會」，由姜世明、吳煜宗、戴瑀如以及官曉薇四位教授針對同志伴侶、同志家庭及同性婚姻進行與談。其中姜世明教授以德國法作為參考對象，提出「家庭」的基本定義為何的問題，以及將來是否有可能將家庭的概念擴大化，承認婚姻與伴侶雙軌並行。吳煜宗教授則指出，同性婚姻的合理性何在，需探討其背後的倫理道德秩序，而道德秩序本身並非不可改變，並且隨著時代變遷。現今沒有給予同性戀者組織家庭的權利在法制上有所不足，但為避免影響異性婚姻之文化，應另闢一條路給予同性戀者保障。戴瑀如教授則從身分法角度思考多元家庭的概念，就多元家庭未來是否會改變民法親屬、繼承編的走向探討此議題。他指出，在社會變遷造成家庭型態轉變之時，規範家庭成員權利義務的身分法，即有修正之必要。當家庭功能不再純然為生產單位，或傳宗接代的功能不再絕對，應考量將同性伴侶開放在家庭之範疇當中，而屬於廣義的家庭。在同性伴侶收養子女方面，締結親密關係已屬基本人權的範疇，但成為父母的權利並非基本人權的核心價值（例如無法經由自然生育的夫妻，並無要求國家提供人工生殖的絕對權利），又收養制度乃基於子女最佳利益的考量，因而同性伴侶收養子女並非基本人權核心價值。而若未來是否繼續推定家屬或同居制度，應考量身分法規的強行性。官曉薇教授則指出，人民締結婚姻為憲法保障之基本權，國家不能以性傾向作為差別待遇的標準。從婚姻社會變遷與法律變革之關係論證，婚姻制度的改變趨勢有三：「自主」、「平等」和「民主協商」，從此趨勢來看，夫或妻角色的需求和區別功能已沒有必要存在。[19]

- 2013年12月22日，歌手張惠妹以完全自費、謝絕贊助的方式，在華山文創園區大草原舉辦一場為聲援婚姻平權的免費演唱會，演唱會取名《愛是唯一》，僅需「憑愛入場」，張惠妹於台上表達立場：「第一，尊重愛、第二，尊重每一個人的愛、第三，支持真愛。」，現場估計湧入2萬人[20]。

- 2014年10月5日，由婚姻平權革命陣線發起「彩虹圍城」活動，在立法院外青島東路舉行集會，要求立法院司法法制委員會9月開議後的新任召集委員將婚姻平權民法修正案排入議程，得到21席立委支持婚姻平權聲明書[21]。

- 2014年12月18日，歌手蔡依林發表《不一樣又怎樣》MV，內容改編自真實故事，描述同性伴侶由於沒有法律地位的保障，因此無法為伴侶簽屬手術同意書，表明支持同性婚姻的立場[22]。

- 2014年12月22日，立法院司法及法制委員會在輪值主席尤美女的主導下，首次排定審查婚姻平權草案。這是東亞國家史上首次在國會審議婚姻平權法案。不過法務部對於同性婚姻法案持反對態度，法務部政務次長陳明堂提出反對意見，而行政院性別平等處副處長吳秀貞則表示贊成，認為法務部應就修訂民法及制定專法等研議相關配套[23][24]；其餘發言的立法委員，段宜康、尤美女、鄭麗君、林淑芬發言表示贊同，廖正井及呂學樟表示反對；李貴敏、林鴻池未明確表達贊成或反對[25]；最後會議並未有具體結論，主席尤美女宣布會議結束，未來則視情況再行安排議程。

- 2015年5月20日，高雄市政府受理戶政系統「同性伴侶」註記。此後，臺北市在2015年6月17日，臺中市政府於2015年10月1日，皆開放受理[26]。台南市、桃園市、新北市、嘉義市、彰化、新竹、宜蘭也陸續在2016年跟進[27]。此措施不具法律效力，但會發放證明公文，可做醫療法關係人認定或關係證明之用。2015年10月，台北市聯合婚禮開全國先例，首度開放同性伴侶參加[28][29]。

- 2015年8月，「伴侶盟律師團」受祁家威委任，正式將同性伴侶登記結婚一案送交大法官釋憲[30]，另外台北高等行政法院和臺北市政府也分別將向大法官聲請同性婚姻釋憲[31][32]。

- 2015年12月10日，伴侶盟與三十多個關心婚姻平權的民間團體，共推「婚姻平權立委連線」，邀請立委候選人允諾進入立法院後，成為婚姻平權草案的提案人或連署人。時代力量、綠黨社會民主黨聯盟、自由台灣黨、樹黨全黨候選人支持，民進黨、國民黨、親民黨、台灣團結聯盟各有若干候選人支持。發動公投連署企圖阻擋婚姻平權的信心希望聯盟，在收到承諾書後不願回覆[33][34]。

### 蔡英文政府時期
- 2016年8月1日，愛最大·其實我們都一樣！婚姻平權公益演唱會集結了A-Lin、張惠妹、小S、田馥甄、楊丞琳、蔡依林、蕭亞軒、蕭敬騰、羅志祥、蘇打綠、林憶蓮、五月天、HUSH等歌手，為婚姻平權獻唱，希望能喚醒外界重視婚姻平權法案[35][36]。

- 2016年10月，立法院進行司法院大法官提名資格審查，在7位大法官提名人中，多位大法官對同性婚姻持支持或開放討論立場，也針對同性婚姻另立專法是否公平進行討論[37]。

- 2016年10月下旬，由立委尤美女領銜第二次提出的婚姻平權法案，獲得時代力量黨團、以及部分國民黨與民進黨籍立委連署，得以超過15人之提案門檻[38]。各版本法案分別在11月8日和11月11日在院會一讀通過付委。
- 2016年11月17日，立法院司法及法制委員會召集委員尤美女將民法修正案排入委員會議程，這也是婚姻平權法案第二次在立法院進行法案審查[39]。然而部分反同婚團體在立法院外集結上萬人抗議，甚至衝進立法院，国民党籍立委廖国栋与孔文吉也持反對意見，最後朝野協商决定將召开2场公听会后再审查，並將在會期內审查完竣[40]。

- 2016年12月26日，司法委員會通過排入審查，完成一讀送交黨團協商。[41]

- 2017年3月24日，司法院大法官召開憲法法庭，就聲請人祁家威及臺北市政府同性婚姻釋憲案，進行言詞辯論[42][43]。大法官湯德宗於辯論中提出程序問題，指立法院正在審議相關草案，立法院此一代議制度有權力及義務對同性婚姻議題優先處理，此時是否適合由大法官介入立法機制來處理[44]

## 內容

### 婚姻平權（含同性婚姻）草案
伴侶盟認為中華民國憲法第七條規定人民無分男女、宗教、種族、階級、黨派在法律上一律平等，但是在民法上卻規定婚姻應由男女當事人自行訂定，缺少保障不同性傾向、性別認同的婚姻權利，因此應該修法。
婚姻平權（含同性婚姻）草案修改民法中，現有關於婚姻與家的描述，從男、女兩性修改成兩人，例如將夫妻改成配偶，將父母改成雙親，使得法律除了可以承認和保障男性與女性之間的婚姻關係，也擴及同性戀、跨性別、變性等性別之間的婚姻關係，並將訂定婚約的年齡限制，從男女有分，改成17歲，結婚的年齡的限制，也從男女有分，改成18歲，除此之外，婚姻雙方在民法的其他權利與義務，在此法案中並沒有做任何的變更。
伴侶盟訴求：
1. 從男女兩性改為中性，將夫妻改為配偶，將父母改為雙親，承認除了傳統異性戀的婚約外，也承認同性戀、跨性別、變性人等性別之間的婚姻關係。
2. 訂婚的年齡限制：現行條文規定男女訂婚最低限度的年齡分別為17歲及15歲，而男女結婚最低限度的年齡則分別為18歲及16歲。為了消除形式上之歧視，有作一致性規定的必要，以符合時代潮流，所以將男女最低訂婚及結婚年齡調整為一致，分別修正為17歲及18歲。[46]
3. 除了以上兩項其餘原法案中所規定的權利及義務沒有修正，仍有財產繼承權，有通姦罪和請求民事賠償，而且婚姻關係不得單方解除[47]。

### 伴侶制度草案
伴侶盟認為婚姻並非組成家庭與建立親密關係唯一的理想形式，為了讓不想結婚的人在法律上也有成家選擇，創設一個符合台灣國情的伴侶制度，只要是兩個年滿二十歲且未受監護或輔助宣告的人，不限性別，都可以簽訂伴侶契約，建立家庭。
此法案以法國1999年修法通過之民事結合（2013年法國同性婚姻合法化前，法國政府給予保障同性伴侶的權利）為基礎，為雙方成年人為共同生活簽訂之民事契約，且排除直系親屬，且同意當事人僅能從婚姻制度與伴侶制度擇一締結，基本精神為平等協商、照顧互助，締結成伴侶的雙方，法律地位原則上大致與婚姻的配偶相當，與婚姻制度的不同，在於不以性關係為必要條件的成家方式。伴侶制的雙方，如無約定，採分別財產制，並可協商繼承權，無性忠貞義務、沒有通姦罪，可申請民事賠償，可以共同收養孩子，而契約可以單方解除，解除後的雙方仍需協商監護、探視等權利及義務。  
伴侶盟聲明，伴侶制度不等於婚姻，這項制度不分性別、非以性關係為前提，並且已婚者與已有伴侶者不得結婚或締結伴侶。但反對此法案，並且不了解內容的人，仍對此制度有各種錯解。
對於伴侶盟伴侶制的顧慮，通常著眼於過分強調了伴侶兩人之間的自由，忽視其人真實的的社會關係，也弱化伴侶之間應該要受到法律保障的權利或義務。過於自由訂立契約內容的性質，可能提高了經濟弱勢的一方或法律認知不足之一方，在受迫條件下簽訂不平等契約的機會。

### 家屬制度草案
家屬是2人，或2人以上，以永久共同生活為目的的關係。現行中華民國民法中對家屬的定義，是永久共同生活為目的而同居之非親屬，實務上則只運用於日治時期的妾和非婚生孩童。家屬制度草案修改為登記制，讓實質家屬可以登記，有配偶的人需要與配偶共同登記，無繼承權，但可以依遺囑安排，無姻親、無共同收養或收養對方孩子的權利，可以單方面解除約定。這個草案破除過去對家庭的觀念，不以血親關係或姻親為限，而以現在的生活照顧，感情聯繫、分享生活為主，例如無血緣關係之友伴家庭、病友團體、靈修團體等，均可成家，在戶政機關登記後，即可獲得法律上的承認。
儘管現行民法已有家屬的定義，並且有配偶的人必須要與配偶共同登記，但反對此法案的人，仍對此制度有各種爭議。

## 反應

### 支持方
支持方主要為支持婚姻平權的一方。對於伴侶制或家屬制，有贊同者，亦有選擇維持中立、抱持質疑、以及觀望不表態者。參與和推動「多元成家」的民間團體，以性別團體、人權倡議組織為主。

#### 組織
- 伴侶盟
- 台灣同志家庭權益促進會
- 同志諮詢熱線協會
- 社團法人台灣基地協會（台中基地,好窩,台中婚姻平權小蜜蜂）
- 同學陣（力挺同性婚姻學生聯合陣線）

#### 連署
目前已有50多個專業領域人士發起婚姻平權連署，包括司法官、律師、警察、教師、社會工作者、心理師、醫師、文學界、宗教界、藝術界、學術界等，都紛紛從各自領域提出支持的觀點

#### 商業界
- 和碩聯合科技董事長童子賢[57]
- Google台灣[57]
- HP[57]

### 反對方
反對方多為反對草案制度設計。
- 護家盟
- 下一代幸福聯盟
- 信心希望聯盟

### 政治人物的意見
蘇貞昌
2013年，高俊明與眾多宗教人士拜會蘇貞昌希望其反對多元成家法案：據轉述蘇貞昌當面表示支持同性婚姻合法化，盼社會尊重差異的存在。
柯文哲
台北市市長柯文哲在2014年接受訪問時，對同性婚姻表示：「我不反對，不過在這個議題上，我會投廢票棄權」。
後於2月17日，參加性別團體不公開會議中，經過對實際法案內容理解後，表示支持修法。於年底時又表示：「正確講法就是我不反對，樂觀其成，干我何事」。在2015年時，柯文哲為同志伴侶證婚，談到：「平常心就好，反正就祝福每一個人，這樣就好，人家過得快樂就好，你管人家幹什麼」。
馬英九
前任總統馬英九在2008年總統大選時，表示「婚姻問題涉及民法修改，社會共識，他希望安排適當場合，進行對話、產生共識和了解，逐步改變。對同志婚姻抱著審慎、尊重」。在2013年底受訪時，則認為「婚姻制度是人類幾千年來很重要的制度，任何調整與改變一定要有相當高的共識才能成功，政府會審慎與各方交換意見」。
謝長廷
謝長廷在2008年總統大選時，表示「自己一向對人權尊重，認為不應該阻止愛，伴侶、婚姻觀念是多元、可接受的」，以及「應該先設法讓社會大眾了解同志，再推動同性婚姻合法化等其它部分」。在2013年底受訪時，則認為「如果從文化理論來看，愛，不管是怎樣的愛，家庭、婚姻現在都多元化，同志的愛也是一種愛，基本上我們尊重，不過社會見解是多元的，民進黨就這方面沒有正式討論」。
朱立倫
朱立倫在2016年總統大選時，對於同性婚姻表示「現在很多壓力的來源，都來自於跟美國的比較，美國在推動同志彩虹運動的時間，從各州到全國，也花了20、30年，台灣則是最近年幾年才討論...要用理性、開放的態度去面對，並從尊重開始做起，最後才能接受，絕對不是用非黑即白的態度」。在接受婦女新知基金會的詢問時，則表示：「我們支持伴侶權益。分階段處理同性(志)婚姻平權問題」
。
宋楚瑜
宋楚瑜在2016年總統大選時表示「多元成家這個議題，在現今台灣社會還沒有達成一個共識，但尊重各團體發聲的權利以及包容各種意見的存在，是台灣自由、民主精神的一個具體表現，也是令人感到驕傲的地方」。以及「對於每個人的感情世界，他的立場不僅要尊重，也認為法律上要給予保障」。
蔡英文
蔡英文在2016年總統大選時拍攝支持影片：「在愛之前，大家都是平等的。我是蔡英文，我支持婚姻平權。讓每一個人都可以自由去愛，追求幸福」。
賴清德
賴清德在2016年1月27日宣布，台南市將受理同性伴侶申請伴侶關係註記證明，也可依其請求，將伴侶關係註記在戶籍謄本的其他記事欄。並籲請立法院應儘速立法，將同性伴侶納入制度性的保障，以確保及尊重其人權。
洪秀柱
洪秀柱參選2016年總統大選時表示：「支持所有相愛的人也要受到法律保護的作用，異性戀是家庭組成的結構，她願意形成對話與溝通，同性戀是不是可以結婚？牽涉到破壞家庭制度，需要經過對話，不會立刻反對，但朝這方面努力」「柱柱姐支持所有相愛的人 柱柱姐會堅持努力促成溝通、尋求共識」
黃國昌
黃國昌曾投書蘋果日報表示：「多元成家的法案已成為引發社會高度對立的重大爭議，台灣社會還需要更多的努力化解誤會與衝突，讓選擇同性伴侶的公民與選擇異性伴侶的公民一樣，享有公平地追求家庭幸福與法律保障的權利」「不要將同性戀看成是上帝的錯。因為，無論上帝是否存在，選擇和自己相愛的人攜手追求幸福生活，本來就沒有錯。」
史明
獨台會創辦人史明表示：「同性的戀愛我是想像不到的事！但是要不要結婚那是個人的自由啦！」「無影啦！這是因為很多台灣人沒有好好去了解，什麼是人權？什麼是自由？才會有這種差別。」
台灣教授協會
台灣教授協會表示：「台灣是一個多元宗教與族群的社會，並未有政教合一的歷史與現實，婚姻的定義並未被特定教義所圈限。反而先民來台，篳路藍縷，基於互助合作，人群交流，自然實踐出彈性而寬容的親屬與家庭建構的文化...民法之修訂，並非添加特定群體的福利，反而是拿開特定限制，讓全體國民得以享有平等的權益與保障。另立專法，並非標的群體自願，反而是對該群體妄加標籤隔離，恐有違憲爭議。若不思移除障礙，憑空另加阻隔，實非民主國家所當為。」

## 外部連結
支持團體
- 台灣伴侶權益推動聯盟官方網站（页面存档备份，存于）
- 婚姻平權革命陣線（页面存档备份，存于）
- 多元成家法案簡略圖表（页面存档备份，存于）

反對團體
- 台灣守護家庭官方網站（页面存档备份，存于）